# Завадський Дмитро Олександрович (бадмінтоніст)
Дмитро́ Олекса́ндрович Зава́дський (нар. 4 листопада 1988 року, м. Харків, СРСР) — український бадмінтоніст. Багаторазовий чемпіон України в одиночному, парному та змішаному розрядах. Майстер спорту міжнародного класу. Переможець Кубка Європи 2015 з бадмінтону в індивідуальній категорії.
Стиль гри Завадського можна охарактеризувати як захисно-комбінаційний. Дмитро вирізняється психологічною стійкістю, володіє гарною грою у захисті та біля сітки.

## Біографія
Почав займатися бадмінтоном у 7-річному віці в шкільній секції бадмінтону Харківського ліцею мистецтв № 133, де він одразу ж потрапив до свого беззмінного тренера Михайла Стеріна. Успіхи почали приходити до Дмитра майже одразу — з 10-річного віку він активно брав участь у різноманітних дитячих змаганнях, а вже у 2004 році 16-річний Завадський почав конкурувати з найсильнішими українськими гравцями та завоював бронзову медаль у змаганнях на Кубок України.
Наступного року Дмитро дебютував на турнірах європейської серії Гран-Прі, однак ні на Babolat Slovak International 2005, ні на Yonex Czech International 2005 не зміг подолати кваліфікаційний раунд та вийти до основної сітки.
У 2007 році Завадського було посіяно під першим номером на молодіжному чемпіонаті Європи у Фольклінгені, однак він поступився своєму супернику у чвертьфіналі. На той час Дмитро вже був гравцем збірної України з бадмінтону та встиг взяти участь у двох турнірах серед збірних команд у 2006 році (у грецьких Салоніках, де він був третім номером після Владислава Дружченка і Валерія Атращенкова, та у голландському Гертогенбосі).
2009 рік став для Дмитра доволі успішним — він виграв два турніри європейської серії Гран-Прі (White Nights та Babolat Kharkov International) та став фіналістом чемпіонату Європи серед студентів у Женеві.
Наступного року, представляючи свій університет НТУ ХПІ, Завадський все ж зумів стати чемпіоном континенту серед студентів у чоловічому одиночному та парному (партнер — Віталій Конов) розрядах, перемігши конкурентів у французькому місті Нансі.
Дмитро Завадський став учасником програми Європейської федерації бадмінтону «Olympic Team 2012» та кваліфікувався від України на літні Олімпійські ігри 2012 у Лондоні.

## Досягнення

### У чемпіонатах України
- Чемпіон України у одиночному розряді (4): 2007, 2008, 2009, 2011
- Чемпіон України у парному розряді (1): 2009 (партнер — Віталій Конов)
- Чемпіон України у змішаному парному розряді (3): 2008, 2009, 2010 (партнер — Марія Діптан)

### У міжнародних турнірах
| Місце | Рік  | Турнір                           | Розряд    | Суперник у фіналі  | Рахунок | Рахунок | Рахунок |
| ----- | ---- | -------------------------------- | --------- | ------------------ | ------- | ------- | ------- |
| 1     | 2007 | Yonex Slovak International       | Одиночний | Суне Гавенголт     | 21-14   | 21-19   |         |
| 1     | 2009 | White Nights                     | Одиночний | Станіслав Пухов    | 21-18   | 21-13   |         |
| 1     | 2009 | Babolat Kharkov International    | Одиночний | Крістіан Мідтгаард | 17-21   | 21-8    | 21-13   |
| 2     | 2009 | Yonex Czech International        | Одиночний | Петр Кукал         | 17-21   | 19-21   |         |
| 2     | 2011 | Austrian International Challenge | Одиночний | Гсю Джен Гао       | 15-21   | 12-21   |         |
| 2     | 2011 | Kharkov International            | Одиночний | Бріс Левердез      | 21-9    | 14-21   | 14-21   |
| 2     | 2012 | Yonex Polish International       | Одиночний | Гсю Джен Гао       | 17-21   | 10-21   |         |
| 1     | 2012 | White Nights                     | Одиночний | Пшемислав Ваха     | 21-16   | 15-21   | 21-18   |

### Виступи на Олімпіадах
| Олімпіада   | Дисципліна         | Стадія | Супротивник        | Результат                 | Місце | Стадія | Супротивник         | Результат        | Місце | Загальне місце |
| Лондон 2012 | Бадмінтон особисті | 1 коло | Марк Цвіблер (GER) | 1:2 (17:21, 21:10, 16:21) | 2     | 1 коло | Мохамед Рашид (MDV) | 2:0 (21:8, 21:8) | 1     | 17             |